# Летен лагер (филм)
Летен лагер (на английски: Summer Camp) е американско испански филм на ужасите от 2015 г.

## Сюжет
В търсене на приключения и нови впечатления, четирима млади американци стават водачи на летен лагер в Европа. Те са готови за насекомите, безсънните нощи и даже за децата хулигани, но не са готови за това, което може да е последното в живота им. Още щом пристигат в лагера пламва епидемия, а вирусът предизвиква пристъпи не неудържима ярост, която превръща всички в буйстващи луди.